# Roque Manuel de Arriaga
Roque Manuel de Arriaga (18 de março de 1885 — 1 de maio de 1977) foi o filho e chefe de gabinete de Manuel de Arriaga, primeiro Presidente da República Portuguesa, acumulando as funções de primeiro secretário-geral da Presidência da República.